# 畑仙齢
畑 仙齢（はた せんれい、慶応元年4月15日（1865年5月9日） - 昭和4年（1929年）3月30日）は明治時代から昭和時代にかけての日本画家。

## 略歴
慶応元年（1865年）4月15日に畑在周の長男として京都に生まれた。本名は経長。字は子益。半象外史とも号す。父は有職故実に長けており幼時からその薫陶を受けた。始めは岸竹堂に師事し、神山鳳陽の塾で詩経を学んだ。後に鈴木百年に師事、日本美術協会の展覧会などに作品を出品して入選を重ねた。鈴木松年、今尾景年、久保田米僊と並んで百年門下の四天王と称された。
明治24年（1891年）に百年とともに上京し、平福穂庵追善伝利画会のため、菅原白龍とともに秋田へ行った。その帰途12月の暮れに東京池之端に滞在した折、師の百年が客死した。これを機に仙齢は京都へは戻らず、東京の麹町に居を定め、半蔵門外に彩雲堂画塾を開いた。上京後の仙齢は東京在住の青年画家たちと広汎に交流し、明治25年（1892年）の第1回日本青年絵画協会共進会の際には25名の審査員の内の一人に選ばれている。明治29年（1896年）、第1回日本絵画協会共進会の審査員にも選ばれた。明治33年（1900年）のパリ万国博覧会には「水墨山水」を出品するなど東京画壇の中心作家として活躍した。また、富山県立工芸学校図案科の教師として赴任、教頭も務め、明治35年（1902年）の暮れまで教鞭をとった。その後、東京に帰ってから後は専ら日本画会に出品した。明治44年（1911年）には中国を漫遊、昭和4年（1929年）3月30日に東京麹町にて没した。